# مارك ريتشاردسون
مارك ريتشاردسون (11 يونيو 1971 في نيوزيلندا - ) (بالإنجليزية: Mark Richardson)‏ هو لاعب كريكت نيوزلندي. شارك مع منتخب نيوزيلندا الوطني للكريكت. أما مع النوادي، فقد لعب مع فريق أوكلاند للكريكت ‏ وفريق أوتاغو للكريكت ‏.

## وصلات خارجية
- مارك ريتشاردسون على موقع إي آس بي آن كريك إنفو (الإنجليزية)